# ديزيريه غاي
ديزيريه غاي (بالفرنسية: Désirée Gay)‏ هي صحفية فرنسية، ولدت في 4 أبريل 1810 في باريس في فرنسا، وتوفيت في 1891 في بروكسل في بلجيكا.